# سیارک ۱۰۹۶۴
سیارک ۱۰۹۶۴ (به انگلیسی: 10964 Degraaff، نامگذاری:3216T-1) ده هزار و نهصد و شصت و چهارمین سیارک کشف شده‌است که در ۲۶ مارس ۱۹۷۱ کشف شد.
قدر مطلق سیارک برابر ۱۷.۸ است.